# کوبه ۸۱۲۰
سیارک ۸۱۲۰ (به انگلیسی: 8120 Kobe، نامگذاری:1997VT) هشت هزار و صد و بیستمین سیارک کشف شده‌است که در ۲ نوامبر ۱۹۹۷ کشف شد.
قدر مطلق سیارک برابر ۱۴٫۷۰ است.